# 重金主义
重金主义（Bullionism）是一种经济理论，通过拥有的贵金属数量来定义财富。重金主义是重商主义的一种早期或原始形式，源于16世纪。当时，英格兰王国由于巨大贸易顺差，拥有大量的黄金和白银，但英格兰本身没有任何贵金属开采。

## 重金主义者
米勒斯(Thomas Milles, 1550-1627)和其他人建议英国增加出口以创造贸易顺差，将顺差转化为贵金属，并阻止货币和贵金属流向其他国家。英格兰在 1600 年左右确实限制了货币或贵金属的出口，但米勒斯希望恢复使用主要港口（进入的外国商人必须先于其他任何地方出售商品的港口）来迫使来自国外的商人使用他们的资产购买英语货物，并阻止他们将黄金或白银从英国转移回国内。然而，米尔斯的观点并未得到广泛重视。他的一位同时代人写道：“米尔斯与时代格格不入，以至于他的小册子几乎没有影响力。”
马林斯(Gerard de Malynes, 1586–1641)是另一位重金主义者，他出版了一本名为《英格兰联邦的溃疡病论》（A Treatise of the Canker of England's Common Wealth）的书，声称外汇兑换是一种价值交易，而不是金属重量的交换。因此，银行家和货币兑换商不公平地交换贵金属会导致英国贸易逆差。为了禁止汇率的流动，他要求严格固定硬币的汇率，仅通过贵金属和重量的集中，并严格监管和监督对外贸易。